# Енцо Менеготті
Енцо Менеготті (італ. Enzo Menegotti, нар. 13 липня 1925, Верона — пом. 24 лютого 1999, Больцано) — італійський футболіст, що грав на позиції півзахисника.
Виступав за «Модену», «Мілан», «Удінезе» та «Рому», а також національну збірну Італії.

## Клубна кар'єра
У дорослому футболі дебютував 1945 року виступами за «Модену», в якій провів шість сезонів, взявши участь у 153 матчах чемпіонату. Більшість часу, проведеного у складі «Модени», був основним гравцем команди.
Протягом сезону 1951/52 років захищав кольори команди клубу «Мілан», після чого перейшов в «Удінезе». Відіграв за команду з Удіне наступні п'ять сезонів своєї ігрової кар'єри. Був капітаном команди, яка зайняла 2 місце в сезоні 1954/55 після «Мілана». Тоді ж клуб через корупцію клуб було відправлено до Серії Б, проте Менеготті залишився з клубом і допоміг йому повернутись в еліту.
Протягом 1957—1959 років захищав кольори команди клубу «Рома».
Завершив професійну ігрову кар'єру у 1960 році у клубі «Удінезе», куди повернувся влітку 1959 року.

## Виступи за збірну
30 березня 1955 року дебютував в офіційних матчах у складі національної збірної Італії в зустрічі проти ФРН (2:1). В травні того ж року зіграв свій другий і останній матч за збірну проти Югославії. Став першим футболістом «Удінезе», який отримав виклик в збірну. 
У складі збірної був учасником футбольного турніру на Олімпійських іграх 1948 року у Лондоні.
Помер 24 лютого 1999 року на 74-му році життя у місті Больцано.
| Дата       | Місто    | Господарі | Результат | Гості     | Турнір                   | Голи | Примітки |
| ---------- | -------- | --------- | --------- | --------- | ------------------------ | ---- | -------- |
| 30/03/1955 | Штутгарт | ФРН       | 1 – 2     | Італія    | товариський матч         | -    |          |
| 29/05/1955 | Турин    | Італія    | 0 – 4     | Югославія | Кубок Центральної Європи | -    |          |
| Усього     |          | Матчів    | 2         |           | Голів                    | 0    |          |